# Clara Campoamor
Clara Campoamor Rodríguez, španska pisateljica, političarka in zaščitnica pravic španskih žensk, * 12. februar 1888, Madrid, Španija, † 30. april 1972, Lozana, Švica.
Ustanovila je Žensko republikansko unijo (Unión Republicana Femenina) in bila ena glavnih predlagateljev ženskih volilnih pravic v Španiji. Ženske volilne pravice so bile dosežene leta 1931, prvič pa so jih izvedli na volitvah leta 1933. Španska državljanska vojna jo je prisilila zbežati iz Španije. Umrla je v izgnanstvu, v Švici.

## Življenje
Rodila se je v Madridu in bila krščena kot Clara Campoamor Rodríguez. Njena mama, María Pilar Rodríguez Martínez, je bila šivilja. Njen oče, Manuel Campoamor Martínez, pa je delal kot računovodja v neki časopisni hiši. Njena starša sta imela še dva otroka, vendar je preživel samo brat Ignacio.
Leta 1898, ko je imela Clara 10 let, je zaradi očetove smrti opustila šolanje in pomagala pri družinskemu gospodarstvu. Delala je kot šivilja, prodajalka v trgovini in telefonistka. Na preizkusu za službo je junija, leta 1909, dobila delovno mesto ženske pomočnice drugega razreda v oddelku za telegrafe na Ministrstvu za notranje zadeve v Zaragozi, kjer je delala nekaj mesecev in potem še v San Sebastianu, kjer je delala štiri leta. V letu 1914 je dobila delovno mesto na Ministrstvu za izobraževanje, zaradi česar se je lahko vrnila v Madrid. V Madridu je učila stenografijo in tipkanje v šolah za odrasle. V naslednjih letih je to delo zamenjala s prevajalstvom francoščine, z delom pomožne strojepiske na ministrstvu in z delom tajnice pri Salvadorju Canovasu Cervantesu. Salvador Cervantes je bil direktor konzervativnega časopisa imenovanega La Tribuna. Delo pri tem časopisu je vzbudilo njeno zanimanje za politiko in objavila je tudi kakšen članek.
Leta 1920 se je vpisala na Pravno fakulteto v Madridu, kjer je 19. decembra 1924 diplomirala. Med leti 1920 in 1924 je sodelovala v nekaterih združenjih in večkrat predavala. Pri svojih 36 letih je postala ena redkih španskih odvetnic tistega obdobja. Leta 1925 je postala druga ženska, ki se je pridružila Odvetniškemu združenju v Madridu, prva je bila Victoria Kent.
Nekateri viri sklepajo, da so jo njene ideje o enakosti žensk približale PSOE (Španska socialistična delavska stranka). María Cambrils, članica PSOE je v tistem obdobju napisala predgovor h knjigi Feminismo socialista, ki je bila posvečena Pablu Iglesiasu. Nikoli se ni pridružila Španski socialistični delavski stranki. Leta 1929 je pripadala organizacijskemu odboru Združenja Liberal Socialista, ki je kmalu zatem izginilo. Clara in Matilde Huici, republikanki in sovražnici režima Prima de Rivere, sta predlagali, da bi se Združenje Liberal Socialista lahko ločilo od diktature. Nista uspeli in to je bil najbrž tudi razlog za njuno opustitev tega združenja. 
Clara Campoamor je ohranila odlično dejavnost kot predavateljica na Združenju univerzitetnih žensk (la Asociación Femenina Universitaria) in na Akademiji za pravosodje v Madridu, kjer je vedno zagovarjala enakopravnost ženskih pravic in politično svobodo. Sodelovala je z Martijem Jara, prijateljem Manuela Azañe, v politični stranki imenovani Republikanska akcija. Strateški ideal Republikanske akcije je bil združiti vse republikance v eno centralno politično stranko, vendar tega nikoli niso dosegli.
Po uporu Angela Garcie Hernandeza in Fermina Galana v Jaci ter po sojenju proti revolucionarnemu odboru je Clara prevzela obrambo nekaterih vpletenih, med katerimi je bil tudi njen brat Ignacio.

### Ženska volilna pravica
Po razglasitvi Druge španske republike je politična stranka Radikalna republikanska stranka izvolila Claro Campoamor v volilnem okrožju Madrida za poslanko na volitvah leta 1931. Takrat  so ženske lahko bile izvoljene, niso pa smele voliti.
Leta 1931 je bila del ekipe enaindvajsetih poslancev, ki so delali osnutek Ustave za novo Republiko. V tej ekipi se je borila za vzpostavitev enakosti med spoloma, za pravno enakost sinov in hčera znotraj in zunaj zakonske zveze, za pravico do razveze in za splošne volilne pravice, pogosto imenovane "ženski glas". Vse to je dosegla, razen splošne volilne pravice, o kateri so morali razpravljati v španskem parlamentu.
Politična levica, z izjemo ene skupine socialistov in nekaterih republikancev, ni želela, da bi ženske glasovale, ker naj bi bile pod vplivom Cerkve in bi glasovale za politično desnico. Zaradi tega je Radikalna socialistična republikanska stranka soočila Claro z drugo poslanko, Victorio Kent, ki je bila proti volilni pravici žensk. Končna razprava je potekala 1. oktobra. Campoamor so šteli za zmagovalko in to je omogočilo odobritev 36. člena Ustave, ki je omogočil žensko volilno pravico s 161 glasovi za in 121 glasovi proti. Imela je podporo večine Socialistične stranke, velikega dela desnice, skoraj vseh poslancev iz Katalonske republikanske levice in majhnih republikanskih skupin. Clari so nasprotovali politična stranka Republikanska akcija, Radikalna socialistična republikanska stranka in Radikalno republikanska stranka.
Niti ona niti Victoria Kent nista uspeli obnoviti svojih sedežev v parlamentu na volitvah leta 1933. Leta 1934 je Clara Campoamor zapustila Radikalno republikansko stranko zaradi njene podrejenosti CEDA (Španska konfederacija avtonomnih desnic) in zaradi presežkov pri zatiranju revolucionarne vstaje v Asturiji. Istega leta se je s pomočjo posredovanja Santiaga Casaresa Quiroga poskušala pridružiti Republikanski levici, vendar je bil njen sprejem zavrnjen. Maja leta 1935 je napisala in objavila Mi pecado mortal. El voto femenino y yo je osebno pričevanje njenih parlamentarnih bojev.

### Izgnanstvo
Ob izbruhu španske državljanske vojne je odšla v izgnanstvo in leta 1937 v Parizu objavila: La revolución española vista por una republicana, kjer priča o svoji izkušnji v Madridu in izraža kritiko glede vedenja republikancev. Eno desetletje je živela v Buenos Airesu, kjer je prevajala, predavala in pisala biografije (Concepción Arenal, Juana Inés de la Cruz, Quevedo...). Konec 40-ih let 20. stoletja se je poskušala vrniti v Španijo, vendar se je temu odpovedala, ko je izvedela, da so ji sodili zaradi njene pripadnosti eni od prostozidarskih lož.
Leta 1955 se je nastanila v Lozani (Švica), kjer je delala v odvetniški pisarni, dokler ni izgubila vida. Umrla je aprila leta 1972 zaradi raka. Njeni posmrtni ostanki so bili premeščeni nekaj let po njeni smrti na pokopališče Polloe v San Sebastianu.

## Zgodovinski spomin
Po obdobju prehoda v demokracijo (Tranzicija) so za njo izrekli številne pohvale in priznanja, ki so jih organizacije za enakopravnost žensk cenile bolj malo. Različni inštituti, šole, kulturni centri, ženska društva, parki in ulice so se poimenovali po njej.
Leta 1988 je podjetje Correos (Državno podjetje za pošto in telegrafe) na trgu predstavilo žig, s katerim so počastili prvo stoletnico od rojstva Clare Campoamor.
Leta 1998 je Sekretariat za enakopravnost politične stranke PSOE v Andaluziji uvedel Nagrade Clara Campoamor, kjer vsako leto podelijo nagrado osebnosti ali skupini, ki se borijo za zaščito enakosti žensk.
Na enak način je Mestna hiša v Madridu leta 2006 ustvarila nagrado z njenim imenom. Prva nagrada je bila podeljena odvetnici in feministki Mariji Telo Núñez.
Novembra leta 2006 je PSOE predstavil predlog zakona, ki je od vlade zahteval, da se politike enakosti odražajo tudi na kovancu evra. Clara Campoamor je bila izbrana kot ženska podoba, ki bi se pojavila na evrokovancih, ker je bila glavna zagovornica ženskih glasov v Drugi španski republiki. Predlog zakona so sprejeli 12. junija 2007 na plenarnem zasedanju kongresa, s podporo vseh parlamentarnih skupin, razen PP (Ljudska stranka), ki so se vzdržale.
Leta 2007 je Ministrstvo za razvoj reševalno plovilo BS-32 poimenovalo "Clara Campoamor".
Leta 2011, ob 100. obletnici mednarodnega dneva žensk je Nacionalna tovarna denarja in žiga skovala srebrni spominski kovanec s podobo Clare Campoamor v nominalni vrednosti 20 evrov.
Istega leta so na Trgu Clare Campoamor v San Sebastianu postavili kip Clare v naravni velikosti s knjigo v roki. Kip je bil delo umetnice Dore Salazar. Leta 2017 so skulpturo preselili na osrednji Trg Vinuesa v San Sebastianu.
Decembra 2016 je Mestna hiša Bilbaa v njen spomin po njej poimenovala eno ulico na območju Zorroze.

## Dela
- El derecho de la mujer en España (1931)
- El voto femenino y yo: mi pecado mortal (1935-1939)
- La révolution espagnole vue par une républicaine (1937)
- El pensamiento vivo de Concepción Arenal (1943)
- Sor Juana Inés de la Cruz (1944)
- Vida y obra de Quevedo (1945)
- Heroismo criollo: la Marina argentina en el drama español (1983)

## Filmografija
Leta 2011 je izšel film z naslovom Clara Campoamor, la mujer olvidada. Režiserka filma je bila Laura Mañá, igralka Elvira Mínguez pa je v filmu igrala vlogo Clare.